# Toni Söderholm
Toni Söderholm (* 14. April 1978 in Kauniainen) ist ein finnischer Eishockeytrainer und ehemaliger professioneller Eishockeyspieler, der 2007 mit Finnland Vizeweltmeister wurde und unter anderem für HIFK, den SC Bern und den EHC München spielte. Vom 1. Januar 2019 bis 16. November 2022 war er Bundestrainer der deutschen Nationalmannschaft. Zuletzt war von Sommer 2023 bis Oktober 2024 Cheftrainer des EHC Red Bull München aus der Deutschen Eishockey Liga.

## Spielerkarriere
Der Finnlandschwede Toni Söderholm wurde in der zweisprachigen Stadt Grankulla (finnisch Kauniainen) in der Region Helsinki geboren und begann seine Karriere als Eishockeyspieler in der Nachwuchsabteilung des zweisprachigen Helsinkier Vereins HIFK, in der er bis 1998 aktiv war. Anschließend besuchte er vier Jahre lang die University of Massachusetts Amherst, für deren Eishockeymannschaft er parallel in der National Collegiate Athletic Association spielte. Von 2002 bis 2005 lief der Verteidiger für die Profimannschaft von HIFK in der SM-liiga auf, wobei er in der Saison 2004/05 Mannschaftskapitän war. In seiner Zeit bei HIFK wurde er 2003 mit der Trophäe Jarmo Wasaman muistopalkinto als Rookie des Jahres der SM-liiga sowie ein Jahr später mit der Pekka-Rautakallio-Trophäe als bester Verteidiger ausgezeichnet. 2004 wurde er zudem in das All-Star Team der höchsten finnischen Spielklasse gewählt. Von 2005 bis 2007 stand er für den SC Bern in der Schweizer Nationalliga A auf dem Eis. In der Saison 2006/07 erreichte er mit der Mannschaft das Playoff-Finale, scheiterte dort mit Bern jedoch am Rekordmeister HC Davos.
Zur Saison 2007/08 wurde Söderholm vom Frölunda HC aus der schwedischen Elitserien verpflichtet. Dort verbrachte er auch den Großteil der folgenden Spielzeit, ehe er im Januar 2009 zu HIFK nach Helsinki zurückkehrte. Mit der Mannschaft gewann er in der Saison 2010/11 den finnischen Meistertitel. Er selbst konnte vor allem in den Playoffs überzeugen, als er in 16 Spielen vier Tore und sechs Vorlagen erzielte. Dafür erhielt er die Jari-Kurri-Trophäe als bester Spieler der SM-liiga-Playoffs.
Im April 2015 wurde der finnische Verteidiger vom EHC Red Bull München aus der Deutschen Eishockey Liga verpflichtet. In seiner einzigen Saison in Deutschland gewann er mit den Münchenern den Meistertitel und gab wenige Wochen danach das Ende seiner Spielerlaufbahn bekannt.

### International
Für Finnland nahm Söderholm an den Weltmeisterschaften 2004, 2005 und 2007 teil. Zudem stand er in den Jahren 2003 bis 2008 im Aufgebot seines Landes bei der Euro Hockey Tour. Bei der WM 2007 gewann er mit seiner Mannschaft die Silbermedaille.

## Trainerkarriere
Wenige Wochen nach dem Ende seiner Zeit als Berufseishockeyspieler wurde er im Juni 2016 in den Trainerstab des EHC Münchens aufgenommen und mit der Aufgabe betraut, sich um die individuelle Weiterentwicklung der Spieler zu kümmern.
Am 10. Mai 2017 wurde bekannt, dass Söderholm zum 1. August 2017 das Cheftraineramt beim deutschen Zweitligisten SC Riessersee, einem Kooperationspartner der Münchener, antreten würde. Im März 2018 wurde ihm die Auszeichnung als bester Trainer der DEL2-Saison 2017/18 verliehen. Unter seiner Führung wurde der SCR im April 2018 Vizemeister der DEL2. Nach der Insolvenz der Mannschaft trainierte er den SCR mit Beginn des Spieljahres 2018/19 in der Oberliga.
Im Dezember 2018 berichteten Medien, Söderholm solle neuer Bundestrainer der deutschen Nationalmannschaft werden, wozu sich der Deutsche Eishockey-Bund zunächst nicht äußerte. Am 20. Dezember 2018 wurde Söderholm, der bereits als Co-Trainer der U20-Nationalmannschaft gearbeitet hatte, als neuer Bundestrainer der deutschen Herrennationalmannschaft mit Dienstbeginn am 1. Januar 2019 vorgestellt. Von diesem Amt trat er im November 2022 zurück. Im Anschluss nahm er den Posten des Cheftrainers beim Schweizer Club SC Bern ein. Diesen verließ er nach der Saison 2022/23.
Anfang Mai 2023 wurde Söderholm als Nachfolger von Don Jackson beim EHC Red Bull München vorgestellt. Die Hauptrunde der Saison 2023/24 beendeten die Münchner auf dem fünften Platz. Im Play-off-Halbfinale unterlag das Team dann dem späteren Vizemeister Fischtown Pinguins Bremerhaven mit 1:4 in der Best-of-Seven-Serie; trotz des enttäuschenden Ergebnisses hielt man an Söderholm fest. Der Start der Saison 2024/25 verlief durchwachsen, während die ersten vier Spiele gewonnen werden konnten, folgten drei Niederlagen in Folge vor heimischer Kulisse. Nach einer 1:2-Niederlage im Shoot-Out gegen den Tabellenletzten Düsseldorfer EG wurde Söderholm freigestellt, interimistisch übernahm Max Kaltenhauser die Mannschaft.

## Erfolge und Auszeichnungen
Als Spieler:
| - 2003 Jarmo Wasaman muistopalkinto - 2004 Pekka-Rautakallio-Trophäe - 2004 SM-liiga All-Star Team - 2007 Schweizer Vizemeister mit dem SC Bern | - 2011 Finnischer Meister mit HIFK Helsinki - 2011 Jari-Kurri-Trophäe - 2012 Matti-Keinonen-Trophäe - 2016 Deutscher Meister mit dem EHC Red Bull München |

Als Trainer:
- 2018 DEL2-Trainer des Jahres

### International
- 2007 Silbermedaille bei der Weltmeisterschaft

## Karrierestatistik
(Legende zur Spielerstatistik: Sp oder GP = absolvierte Spiele; T oder G = erzielte Tore; V oder A = erzielte Assists; Pkt oder Pts = erzielte Scorerpunkte; SM oder PIM = erhaltene Strafminuten; +/− = Plus/Minus-Bilanz; PP = erzielte Überzahltore; SH = erzielte Unterzahltore; GW = erzielte Siegtore; 1 Play-downs/Relegation; Kursiv: Statistik nicht vollständig)